# Солілоквій
Солілоквій (лат. solus — один, loqui — кажу) — мова, адресована до самого себе.
Солілоквій широко використовується в драматургії як засіб передачі персонажем своїх думок, внутрішніх переживань глядачеві. На відміну від монологу, він не адресований до інших персонажів, які, за негласним театральним правилом, його не чують. Останнім часом став популярним елементом передачі внутрішніх відчуттів і на телебаченні (напр. Енола Голмс, Леді Баг та ін.).
Солілоквій, як проєкція внутрішнього діалогу, зазвичай промовляється в момент важливого етичного вибору, в стані, ускладненому психологічними й соціальними конфліктами. Завдяки своїй самостійній значущості, солілоквій може стати обраним, цитованим фрагментом твору (напр., «Бути чи не бути» принца Гамлета).